# Neithrop
Neithrop är en stadsdel i Banbury, i civil parish Banbury, i distriktet Cherwell, i grevskapet Oxfordshire, i England. Neithrop var en civil parish 1866–1932 när blev den en del av Banbury. Civil parish hade 8 165 invånare år 1931.